# Artem Lukianenko
Artem Lukianenko (Rusia, 30 de enero de 1990) es un atleta ruso especializado en la prueba de heptatlón, en la que consiguió ser medallista de bronce mundial en pista cubierta en 2012.

## Carrera deportiva
En el Campeonato Mundial de Atletismo en Pista Cubierta de 2012 ganó la medalla de bronce en la competición de heptatlón, logrando un total de 5969 puntos, tras el estadounidense Ashton Eaton que batió el récord del mundo con 6645 puntos, y el ucraniano Oleksiy Kasyanov (plata con 6071 puntos).